# Rama de palma

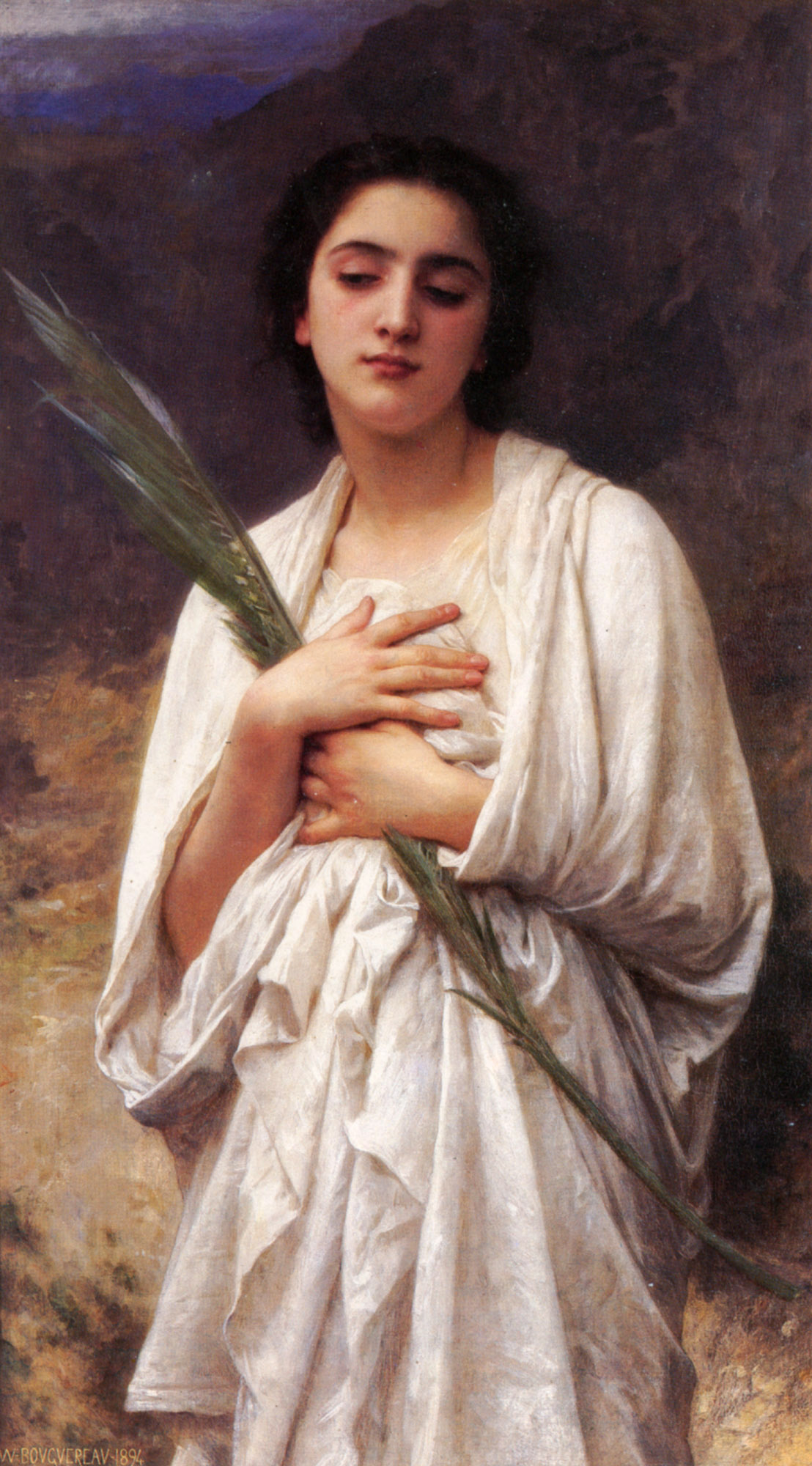
La rama de palma de William-Adolphe Bouguereau (1825–1905), retrato de una mujer no identificada con vestido antiguo

Mata de la palma es un símbolo de la victoria, el triunfo, la paz y la vida eterna que se origina en el antiguo Oriente Próximo y el mundo mediterráneo.  La palma (Phoenix) era sagrada en las religiones mesopotámicas y en el antiguo Egipto representaba la inmortalidad.  En el judaísmo, el lulav, una rama de la palmera datilera es parte del festival de Sucot.  Una rama de palmera era otorgada a los atletas victoriosos en la antigua Grecia y el árbol en sí es uno de los atributos más comunes de la Victoria personificada en la antigua Roma. 
En el cristianismo, la rama de palma está asociada particularmente con el Domingo de Ramos, cuando, según los cuatro evangelios canónicos, se agitaron las ramas de palma en la entrada triunfal de Jesús a Jerusalén. Fue adoptada en la iconografía cristiana para representar la victoria de los mártires, o la victoria del espíritu sobre la carne. 
Dado que una victoria señala el fin de un conflicto o competición, la palma se convirtió en un símbolo de paz, un significado que también puede tener en el Islam donde a menudo se la asocia con el Paraíso. 
La palma aparece en varias banderas o sellos que representan países u otros lugares, con la palmera de coco asociada a los trópicos.

## Antigüedad

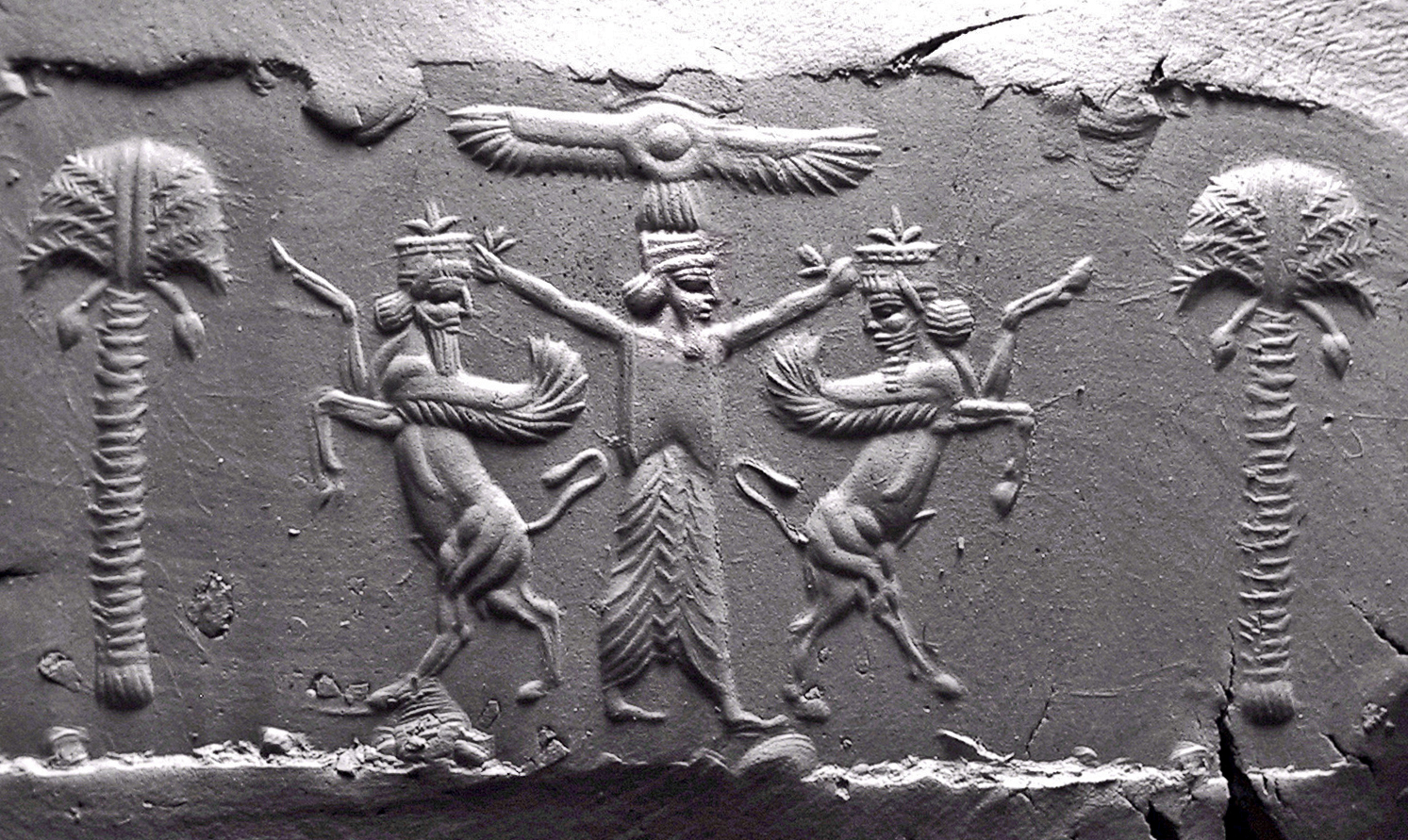
Palmas en una impresión de un sello aqueménida, La iconografía de la palma fue utilizada comúnmente por los antiguos babilonios.

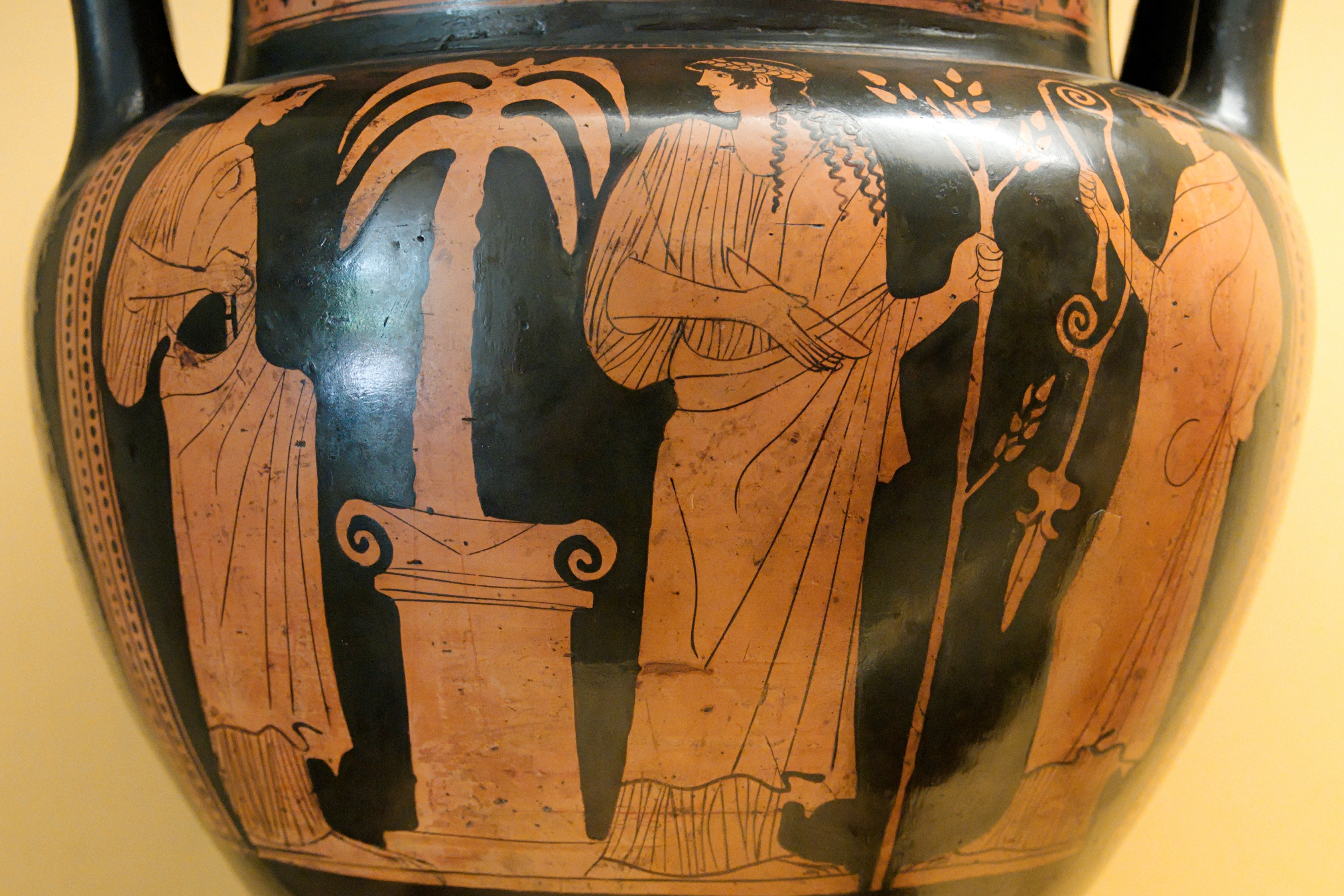
Apolo con una rama de laurel y una pátera, junto a una palma que representa su nacimiento en Delos (pintor Comacchior, ca. 450 a. C.)

En la religión asiria, la palma es uno de los árboles identificados como Árbol Sagrado conecta el cielo, representado por la corona del árbol, y la tierra, la base del tronco.  Los relieves del siglo IX a. C. muestran genios alados que sostienen hojas de palmera en presencia del Árbol Sagrado.  Se asocia con la diosa Inanna y se encuentra en la Puerta de Istar. En la antigua Mesopotamia, la palmera datilera puede haber representado la fertilidad en los humanos. Se creía que la diosa mesopotámica Inanna, que participaba en el ritual del matrimonio sagrado, hacía que los dátiles fueran abundantes. Los tallos de las palmas representaban una larga vida para los antiguos egipcios, y el dios Heh a menudo se mostraba sosteniendo un tallo de palmas en una o ambas manos. La palma era llevada en procesiones funerarias egipcias para representar la vida eterna.  El Reino de Nri (Igbo) usó el omu, una tierna fronda de palma, para sacralizar.  Algunos sostienen la palma en el poema parto Drakht-e Asurig y sirve como una referencia a la fe de Babilonia.
La palma era un símbolo de Fenicia y apareció en las monedas púnicas.  En la antigua Grecia, se pensaba que la palabra palmera, phoinix, estaba relacionada con el etnónimo. 
En la Grecia arcaica, la palmera era un signo sagrado de Apolo, que había nacido bajo una palmera en la isla de Delos. La palma se convirtió así en un icono de la Liga de Delos.  En reconocimiento a la alianza, Cimón de Atenas erigió una estatua de bronce de una palmera en Delfos como parte de un monumento de la victoria que conmemora la batalla del Eurimedón (469/466 aC).  Desde el 400 aC en adelante, se adjudicó una rama de palma al vencedor en las competiciones atléticas, y la práctica se llevó a Roma alrededor del 293 a. C.

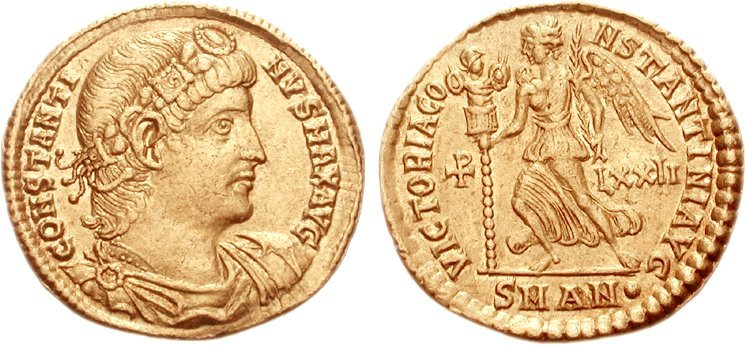
Sólido (335–336 dC) de Constantino I, el primer emperador cristiano, con la victoria sosteniendo una palma y un trofeo militar junto a un cristograma.

La palma de la mano se asoció tan estrechamente con la victoria en la antigua cultura romana que la palabra latina palma se podía usar como metónimo para "victoria", y era un signo de cualquier tipo de victoria.  Un abogado que ganó su caso en el foro decoró su puerta con hojas de palma.  La rama de palmera o el árbol se convirtió en un atributo regular de la diosa Victoria, y cuando Julio César logró el poder en la batalla de Farsalia, se suponía que había surgido milagrosamente una palmera en el Templo de Nike en Cesarea, Asia Menor. La toga palmata era una toga adornada con un motivo de palmera; fue usada para celebrar un triunfo militar solo por aquellos que tuvieran un triunfo anterior.  La toga en sí era la prenda del civil en la paz, y fue usada por el triunfador para señalar el cese de la guerra.  El uso de la palma en este caso nos indica cómo el significado original de "victoria" se convirtió en "paz" como consecuencia de la victoria.

Las monedas emitidas bajo Constantino I, el primer emperador cristiano, y sus sucesores continúan mostrando la iconografía tradicional de la Victoria, pero a menudo se combinan con el simbolismo cristiano, como los cristogramas.  El senador romano Símaco, que intentó preservar las tradiciones religiosas de Roma bajo la dominación cristiana, aparece en un díptico de marfil con una rama de palma en un triunfo alegórico sobre la muerte. 

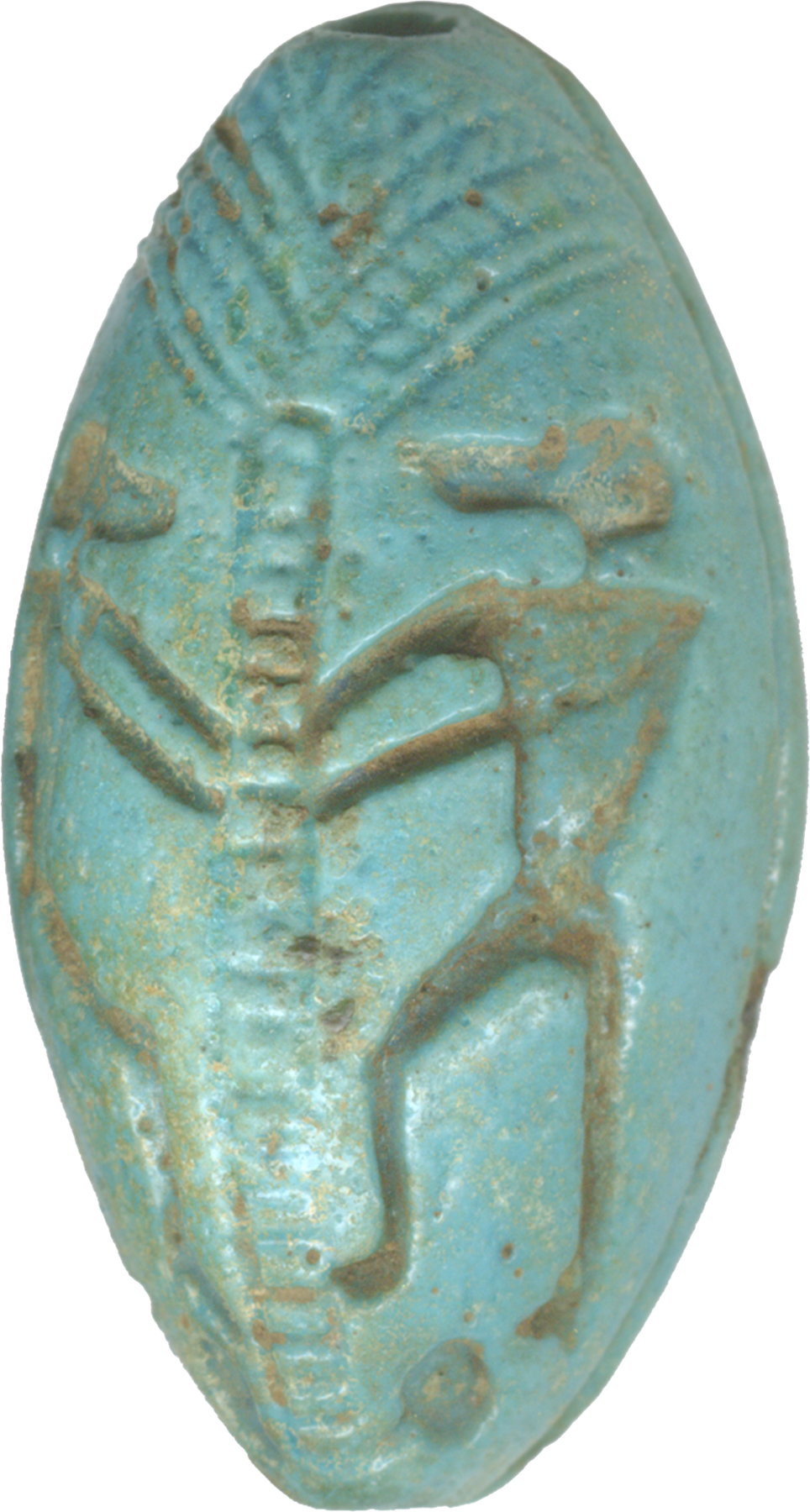
Mono al lado de una palmera, que simboliza el ascenso diario del dios sol, sobre una cuenta amulética egipcia (ca. 1300 aC)
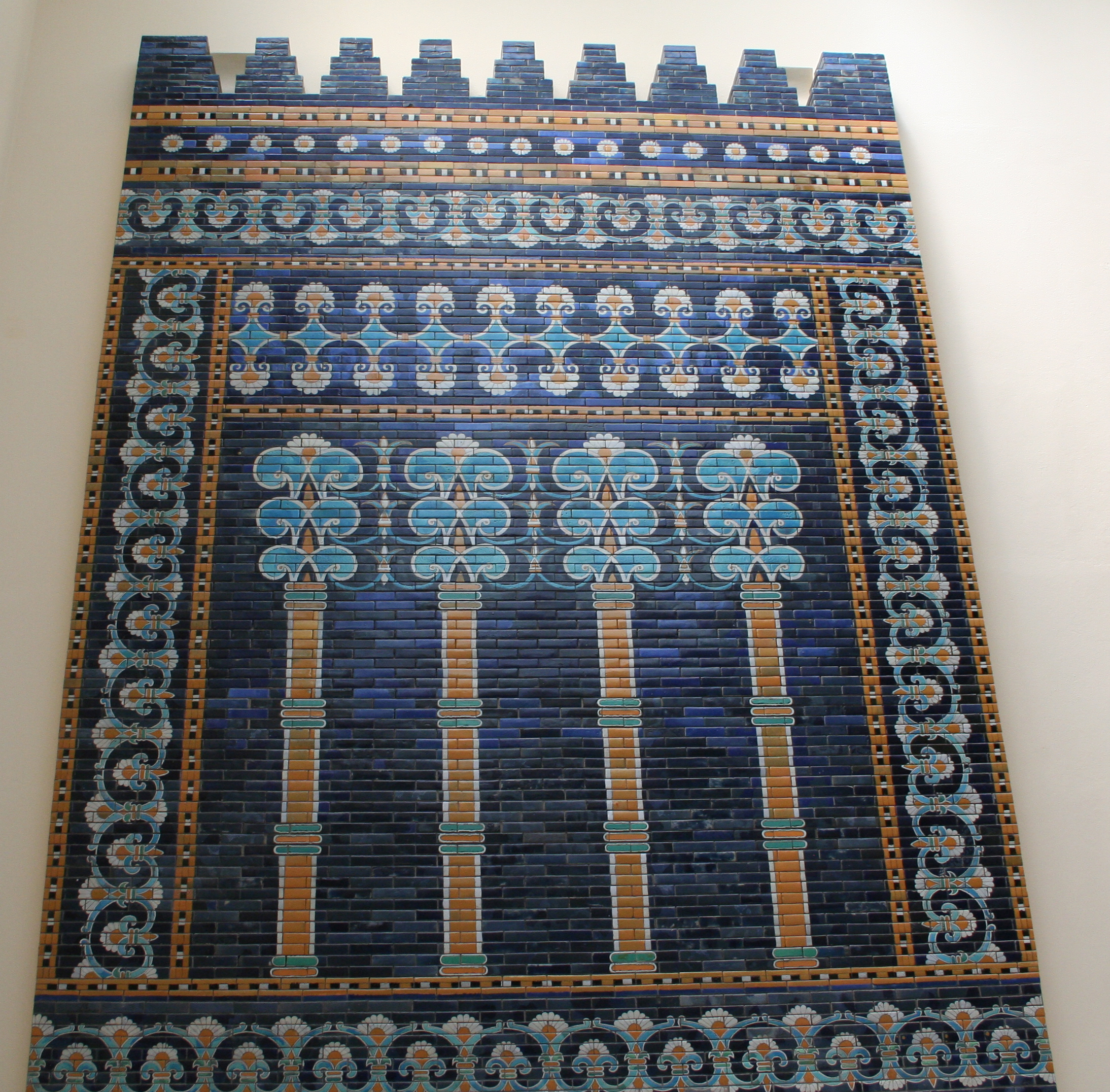
Palmas estilizadas en la puerta de Istar, Babilonia (ca. 575 a. C.)
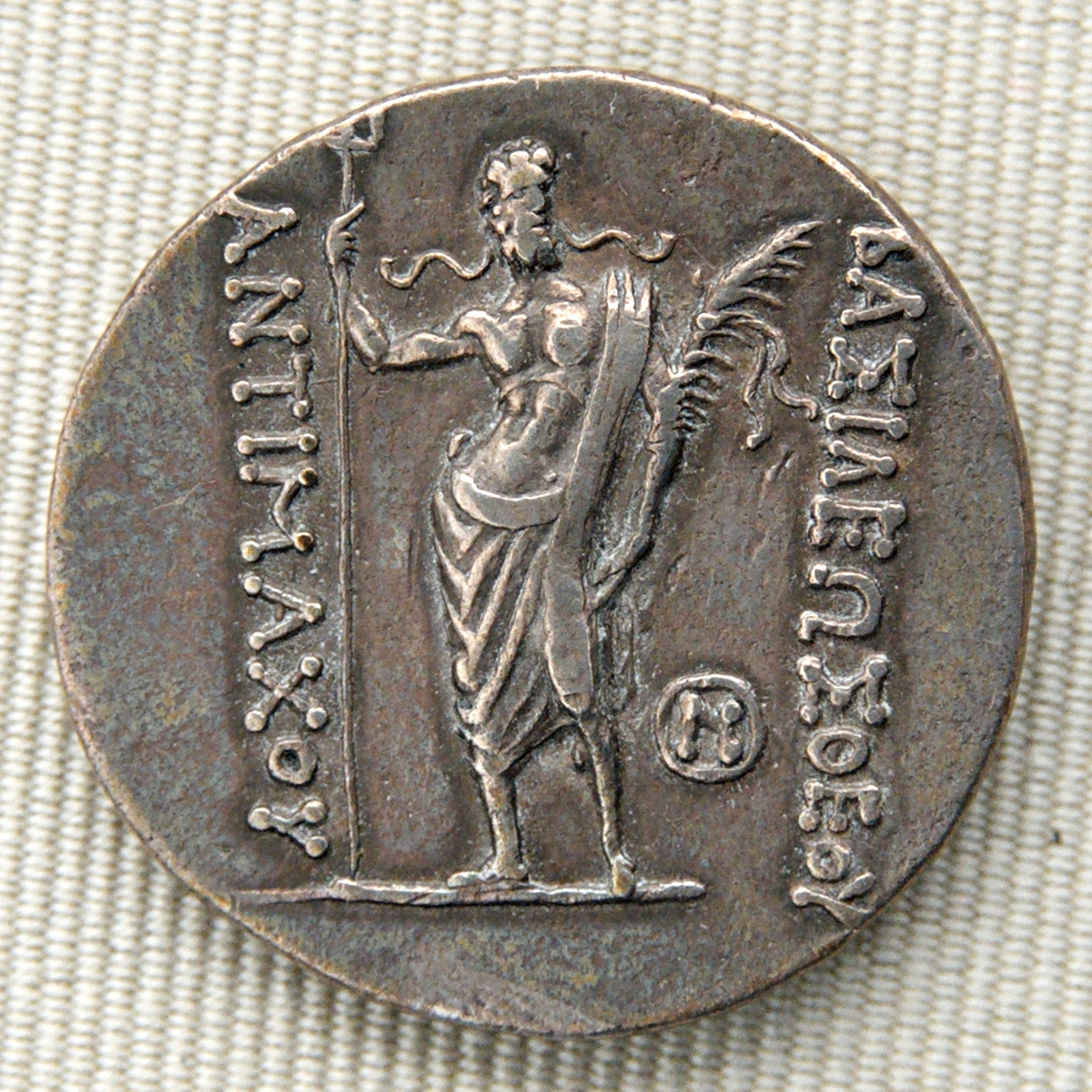
Poseidón sosteniendo una rama de palmera en el reverso de un tetradracma de Antimaco I Theos, rey de Bactria (siglo II a. C.)
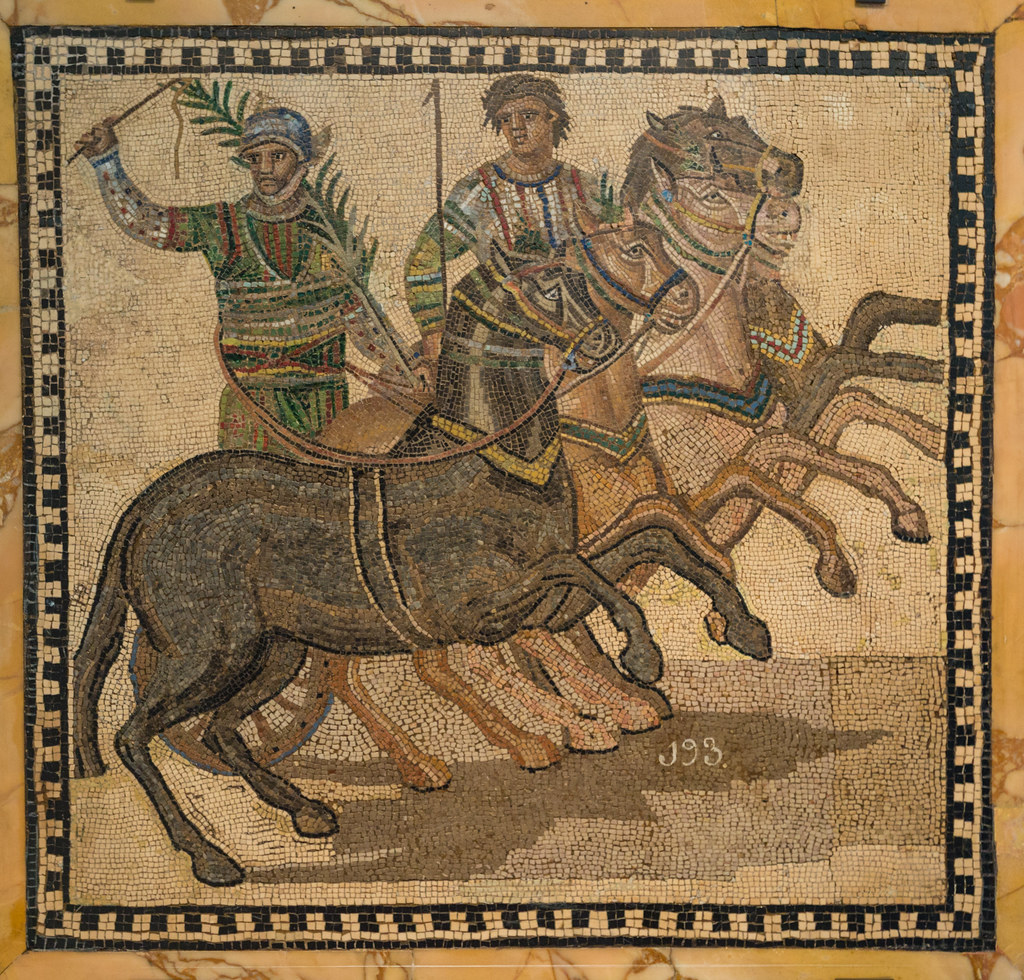
Conductor victorioso sosteniendo una rama de palmera en un mosaico romano
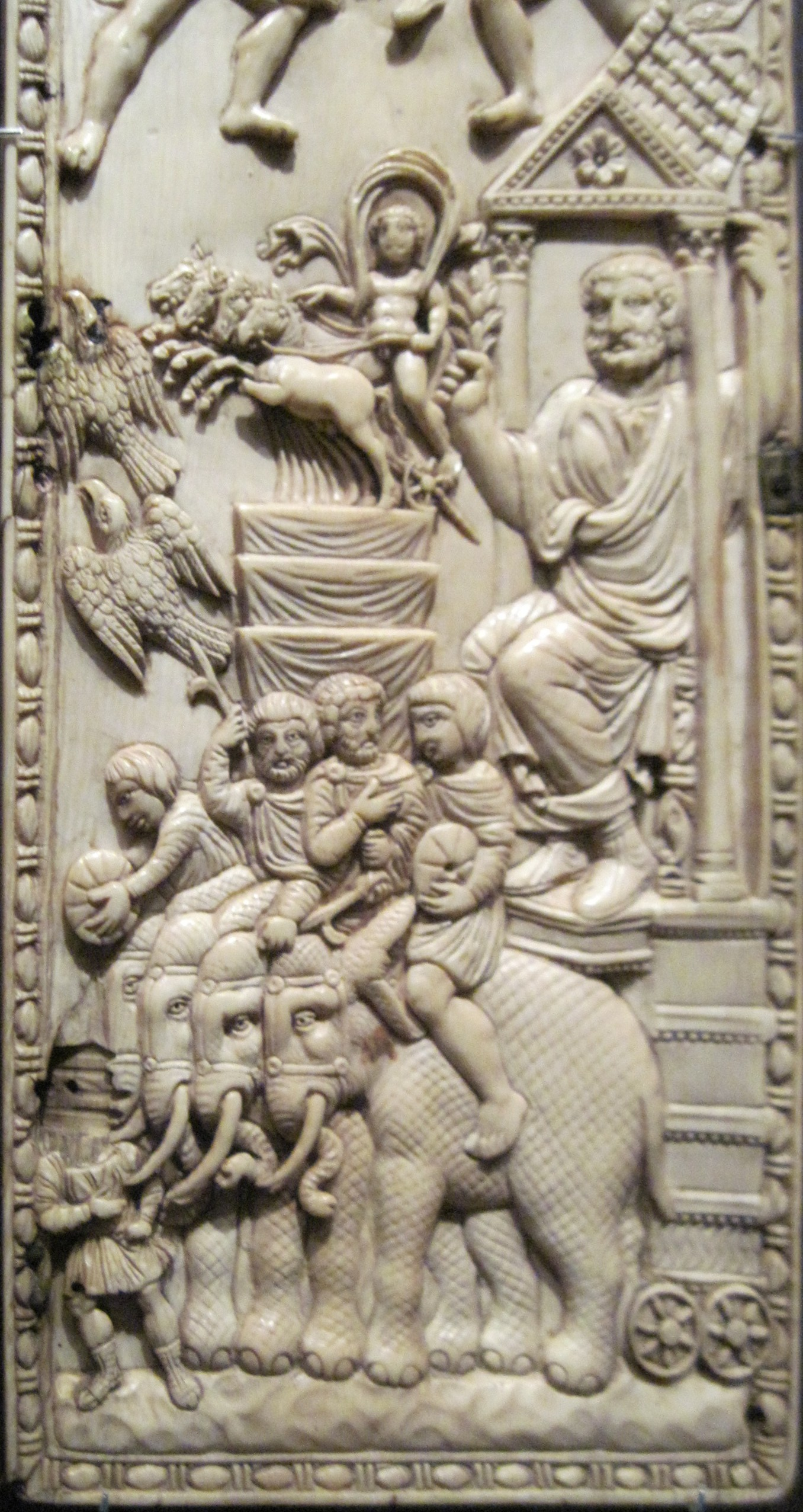
Symmachus portando la palma de la victoria sobre la muerte (siglo IV)

## Judaísmo

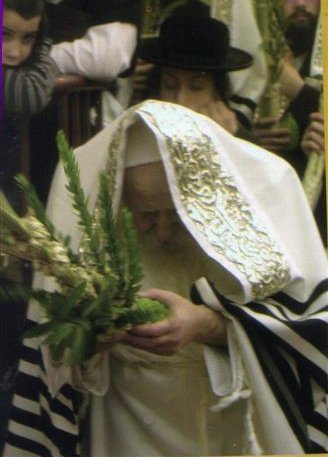
El Tosher Rebe de Montreal, Canadá agitando las cuatro especies durante el Hallel

En el judaísmo, la palmera datilera (Lulav) es una de las Cuatro Especies utilizadas en las oraciones diarias en la fiesta de Sucot.  Está unida junto con el hadass (mirto) y aravah (sauce).  El Midrash señala que la unión de las Cuatro Especies simboliza el deseo de unir a las cuatro "clases" de judíos al servicio de Dios. 
Durante el Imperio Romano, la palmera datilera representaba a Judea y su fecundidad tanto para los romanos como para los judíos. La palmera datilera fue una imagen frecuente en Judea en la moneda imperial, sobre todo en la serie Iudaea Capta, cuando el típico trofeo militar fue reemplazado por la palma. La palma aparece también en al menos una moneda hasmoneana y en la acuñación emitida en el 38-39 dC por Herodes Antipas. Adornos de palma se encuentran también en osarios judíos.
En 1965, se recuperaron semillas de palma datilera de Judea que datan de alrededor de 2000 años de antigüedad durante las excavaciones en el palacio de Herodes el Grande en Masada, Israel.  En 2005 fueron plantadas algunas de las semillas.  Una creció y ha sido apodada "Matusalén ".

## Cristianismo

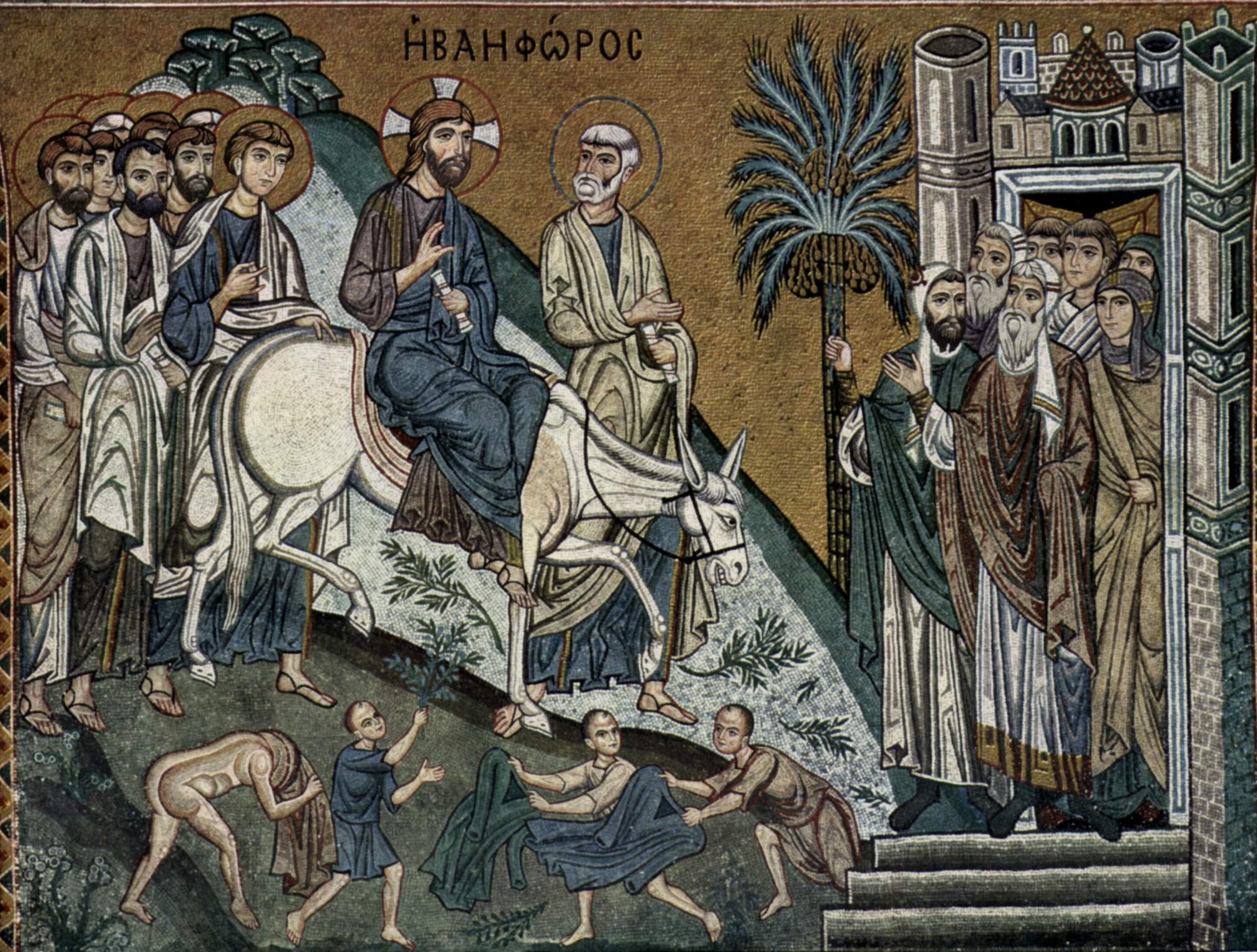
Entrada triunfal en Jerusalén en un mosaico de Palermo, ca. 1150

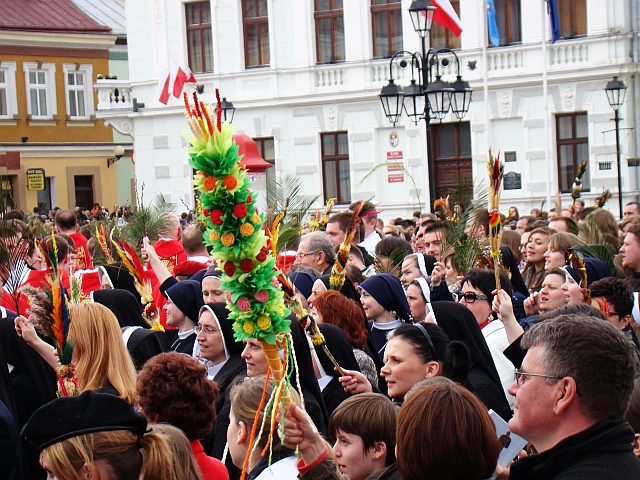
Las palmas el Domingo de Ramos de 2011 en Sanok, Polonia

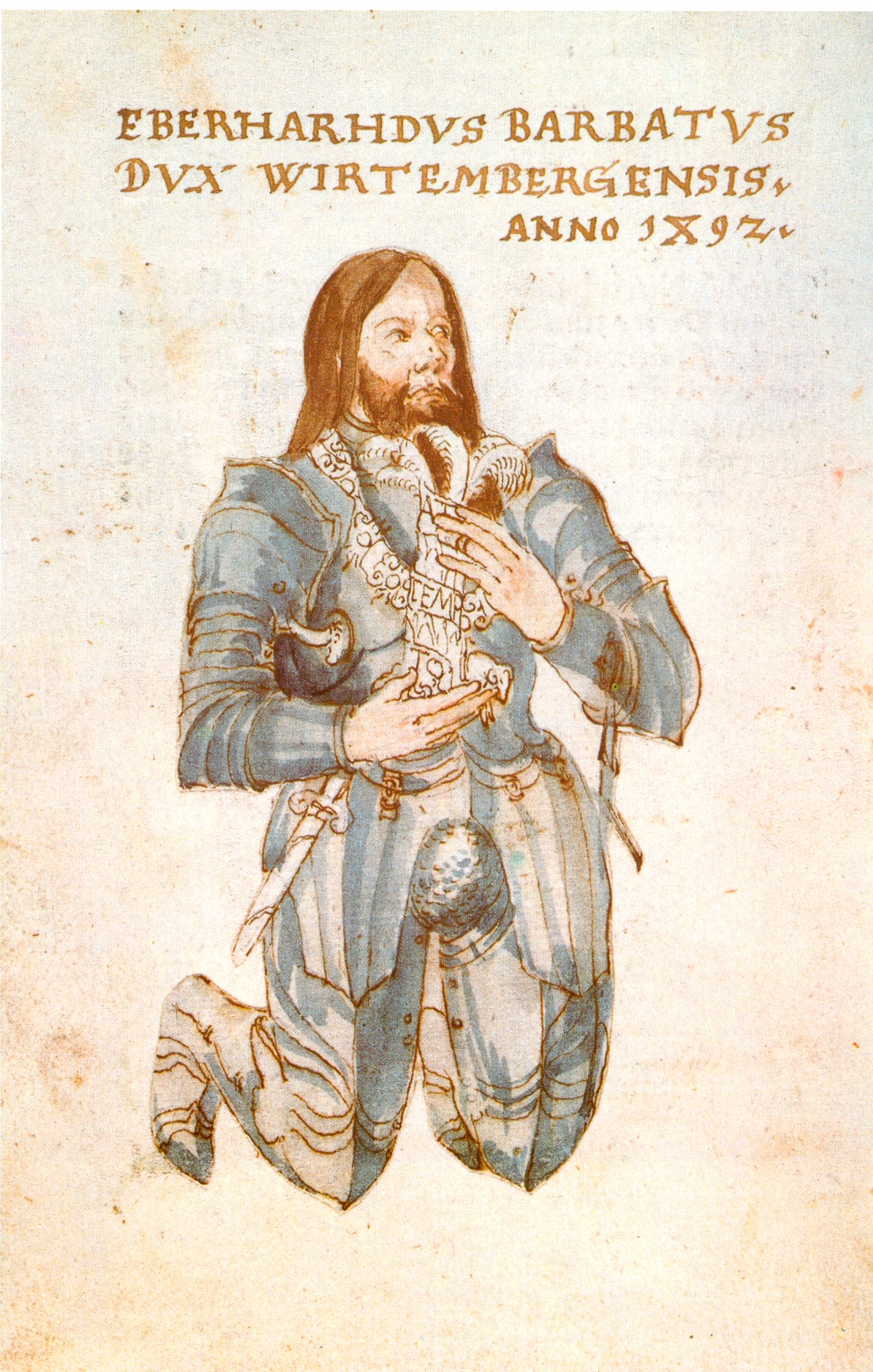
Everando V, duque de Württemberg (1492). El duque eligió una palma como su símbolo personal en conmemoración de su peregrinación a Jerusalén en 1468, cuando se convirtió en Caballero del Santo Sepulcro.

En el cristianismo contemporáneo, las ramas de palmera llevadas el Domingo de Ramos se originan en la entrada triunfal de Cristo en Jerusalén. Los primeros cristianos utilizaron la rama de la palma para simbolizar la victoria de los fieles sobre los enemigos del alma, como en el festival del Domingo de Ramos que celebra la entrada triunfal de Jesús en Jerusalén. En el arte cristiano occidental, los mártires se mostraban a menudo sosteniendo una hoja de palma como atributo, representando la victoria del espíritu sobre la carne, y se creía ampliamente que una imagen de una palma en una tumba significaba que un mártir estaba enterrado allí.
Orígenes llama a la palma (En Juan, XXXI) el símbolo de la victoria en esa guerra librada por el espíritu contra la carne. En este sentido, era especialmente aplicable a los mártires, los vencedores por excelencia sobre los enemigos espirituales de la humanidad; de ahí la frecuente ocurrencia en los Hechos de los mártires de expresiones como "recibió la palma del martirio".  El 10 de abril de 1688, la Congregación de Ritos decidió que la palma, cuando se encontraba representada en las tumbas de las catacumbas, debía considerarse una prueba de que un mártir había sido enterrado allí. Posteriormente, esta opinión fue reconocida por Mabillon, Muratori, Benedicto XIV y otros como insostenible; una investigación posterior mostró que la palma estaba representada no solo en las tumbas de la era posterior a la persecución, sino también en las tumbas de aquellos que no practicaban el cristianismo. 
El significado general de la palma en los primeros monumentos cristianos se modifica ligeramente de acuerdo con su asociación con otros símbolos (por ejemplo, con el monograma de Cristo, el Ichthys (pez) o el Buen Pastor).  En algunos monumentos posteriores, la palma estaba representada simplemente como un adorno que separa dos escenas. Las palmas también representaban el cielo, como lo demuestra el arte antiguo que a menudo representa a Jesús en el cielo entre las palmas. 
En la Edad Media, los peregrinos a Tierra Santa llevaban palmas para depositar en sus iglesias de origen. Los cruzados llevarían o usarían una imagen de una palma, vista hoy en la Orden Católica del Santo Sepulcro, que tiene en su decoración una Palma de Jerusalén. Además, la Custodia de Tierra Santa, encomendada a la Iglesia Católica, otorga la Cruz de Peregrinos de Jerusalén a los peregrinos católicos a la ciudad. 

### Galería de mártires con palmas

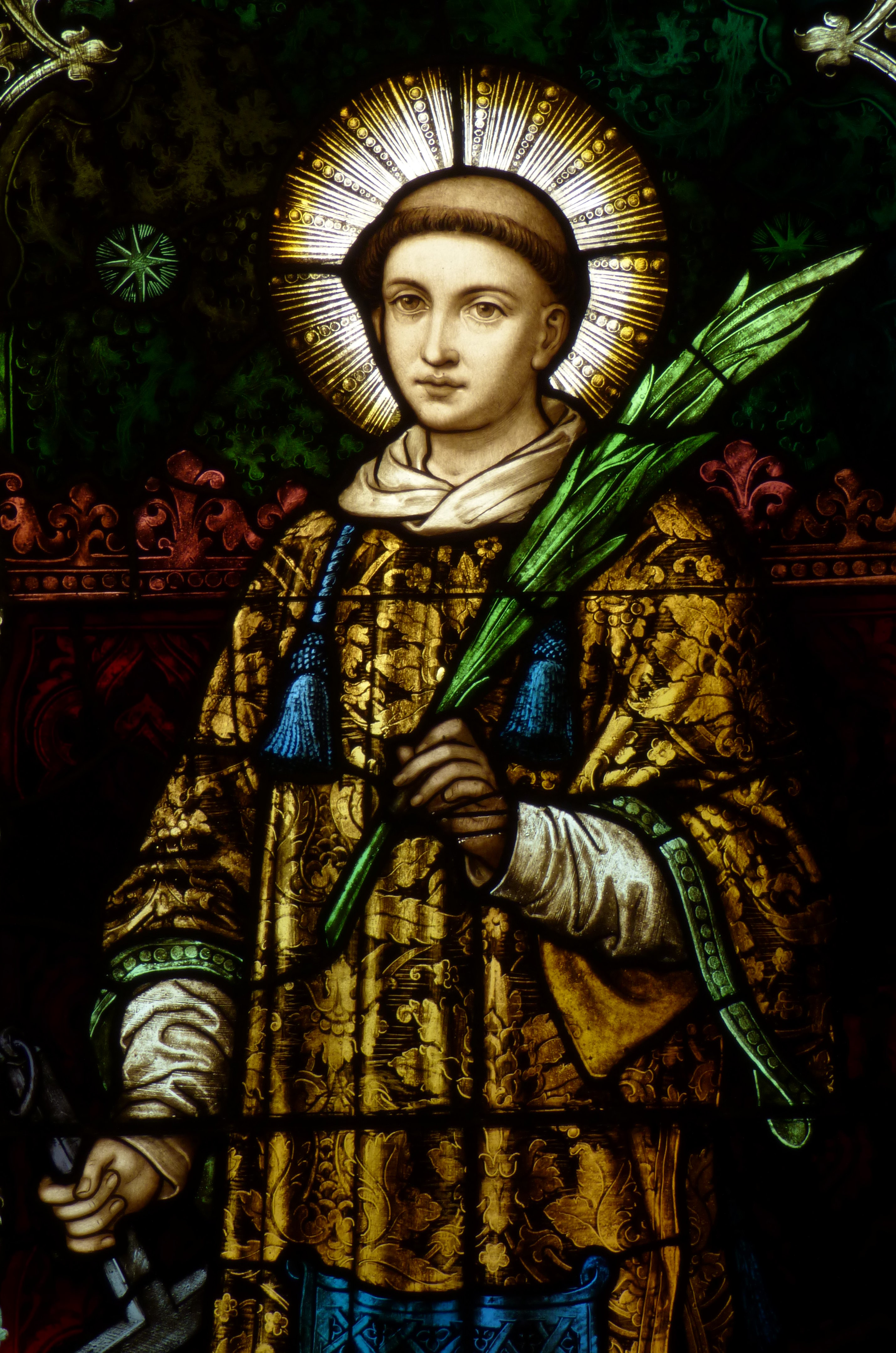
San Lorenzo, sosteniendo la palma de mártir
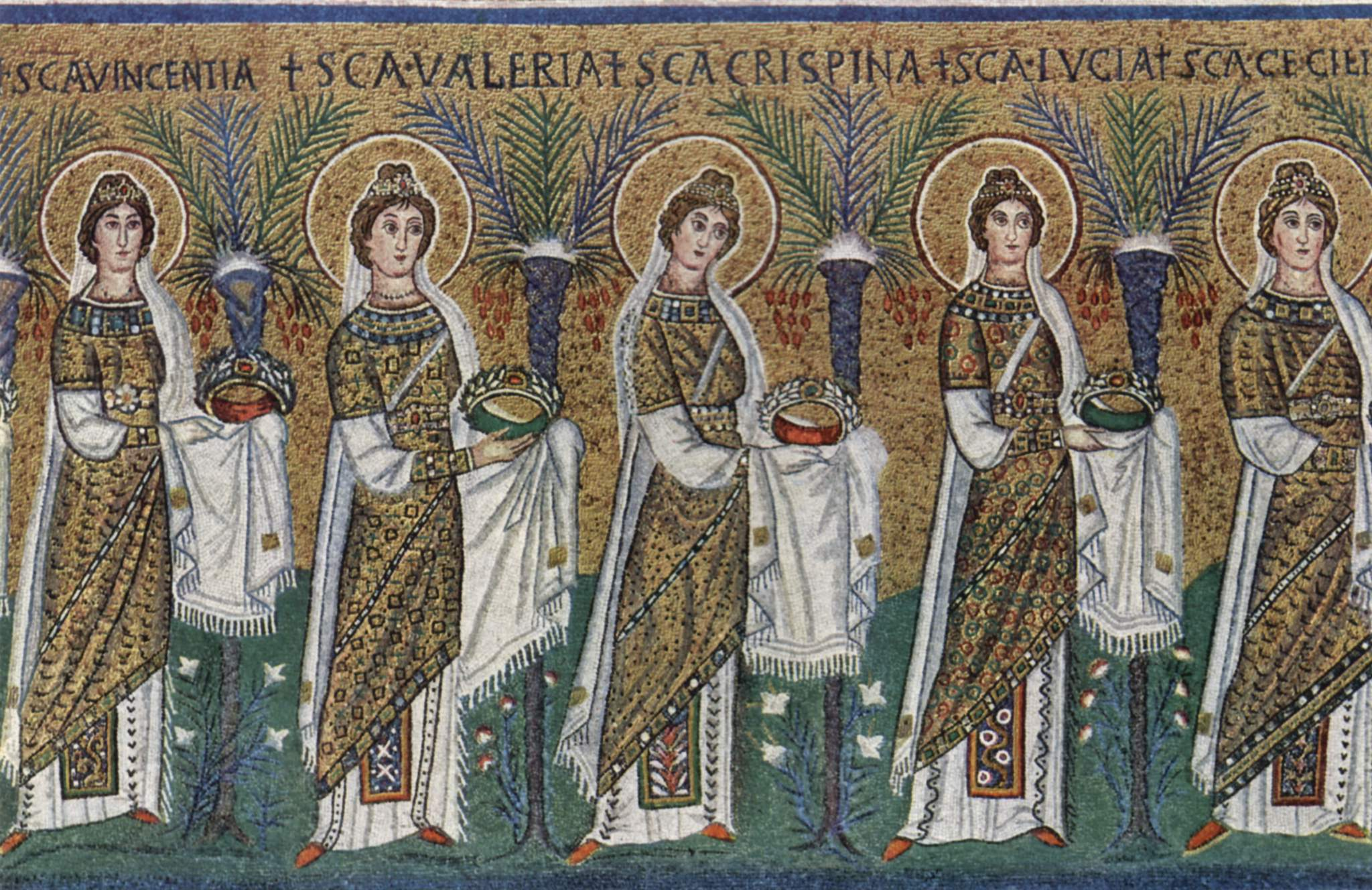
Procesión de vírgenes mártires con coronas, con palmeras detrás de ellas (Basílica de San Apolinar Nuevo en Ravenna, antes del 526 dC)
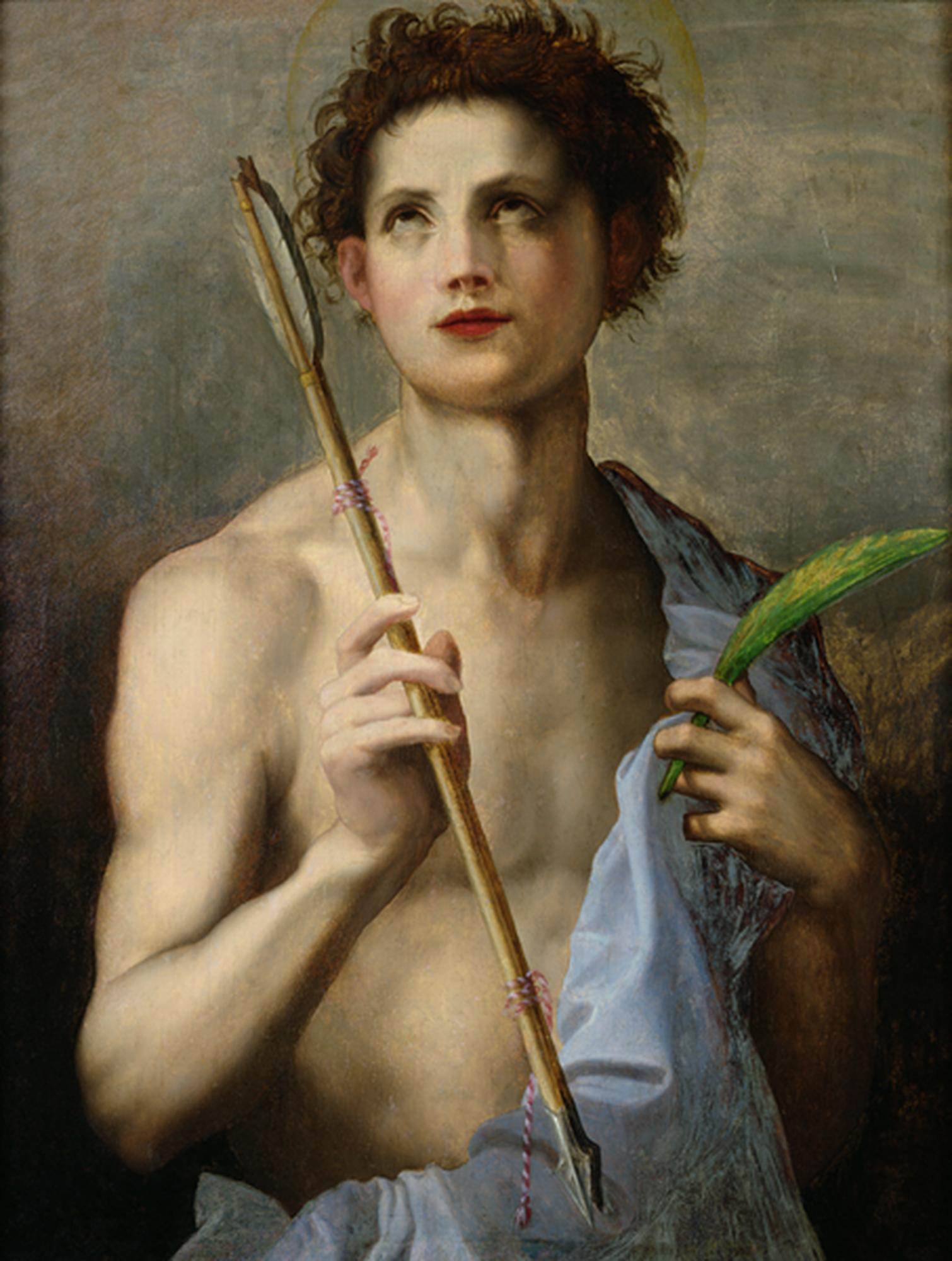
San Sebastián con dos flechas y la palma de mártir de Andrea del Sarto (principios del siglo XVI)
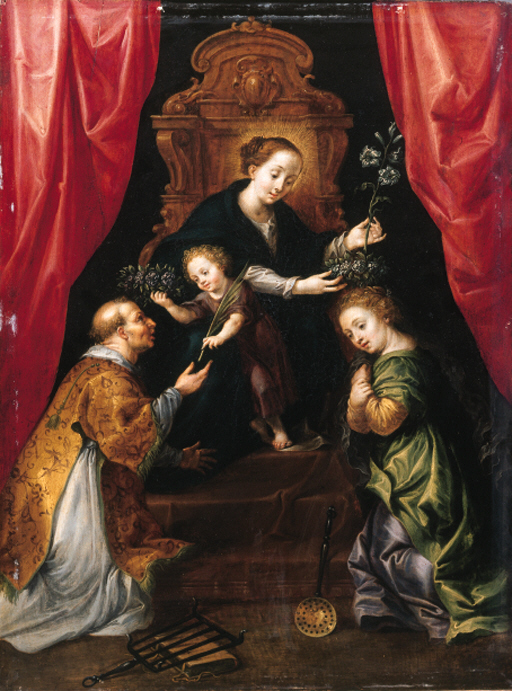
San Lorenzo le da al niño Jesús una rama de palma (Maarten Pepyn, 1668)
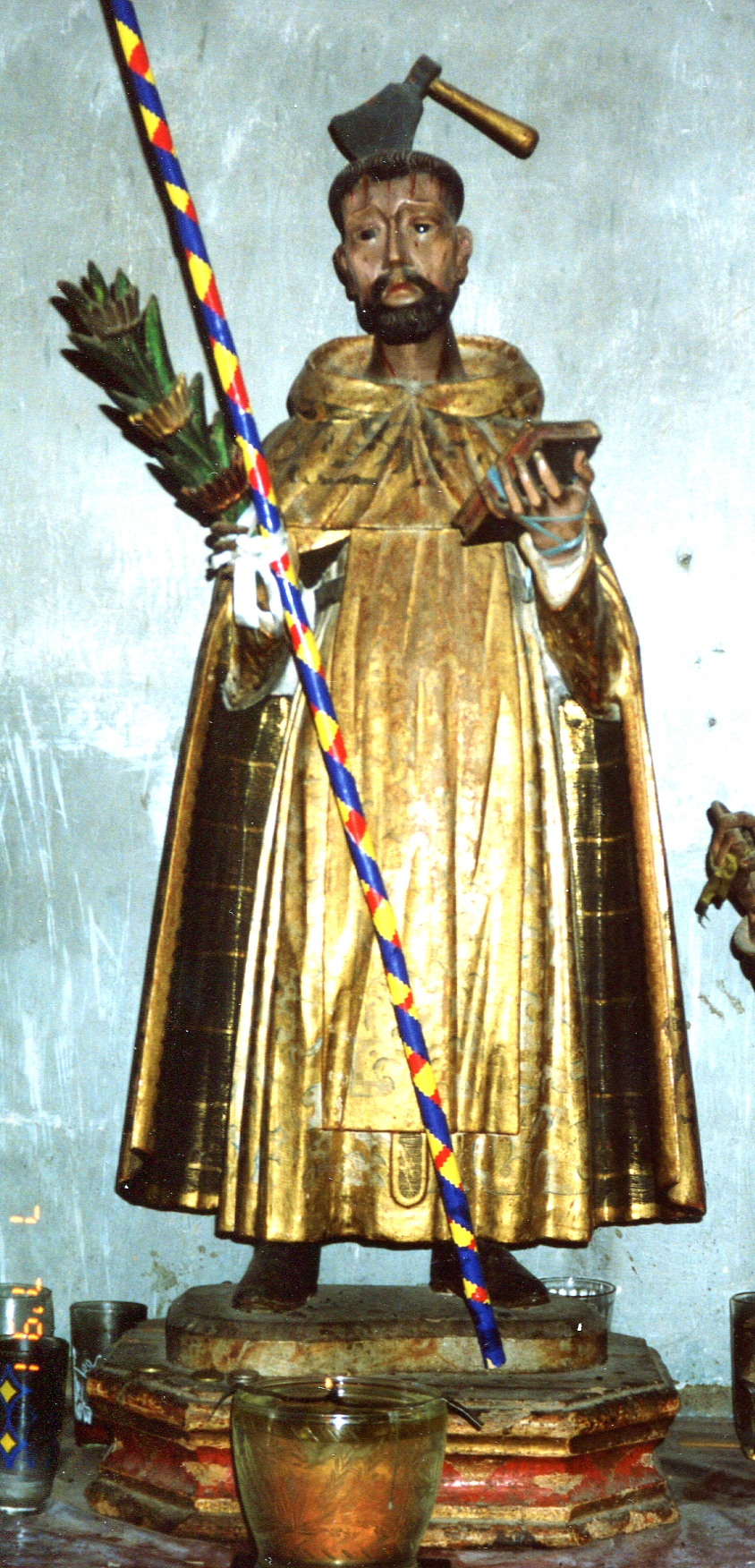
San Pedro Mártir, en la iglesia de Santo Domingo Díaz Ordaz, Oaxaca, México

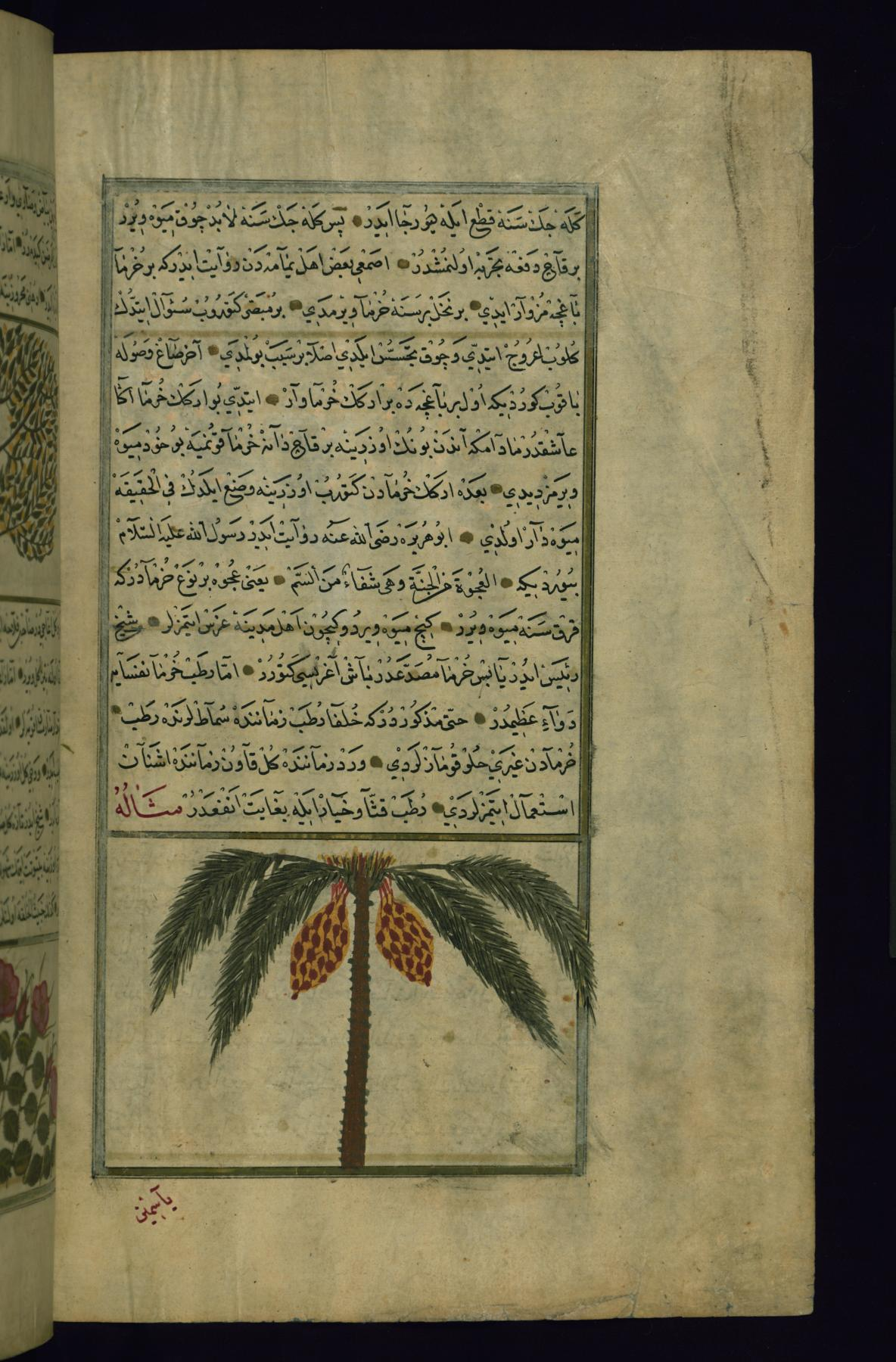
Una palmera (1717) del ilustrador otomano Muhammad ibn Muhammad Shakir Ruzmah-'i Nathani

## Islam
La palma es muy importante en la cultura islámica, y la palma simboliza el descanso y la hospitalidad en muchas culturas del Medio Oriente. La presencia de palmeras alrededor de un oasis mostraba que el agua era el regalo de Alá. En el Corán, la palma aparece en las imágenes paradisíacas del Jardín (Jannah). En una tradición profética, la Cúpula de la Roca se colocará en una palmera que sale de uno de los ríos del Paraíso. Se dice que Mahoma construyó su casa de palmas, se apoyó contra una palma mientras hablaba, y levantó la primera mezquita como un techo colocado sobre palmeras.
El primer almuédano trepó a las palmeras para llamar a los fieles a la oración, desde donde se desarrolló el minarete. En el Corán (19: 16–34), se dice que María dio a luz a Jesús bajo la palma datilera.
En el norte de Sudán, la palma del doum es el símbolo de la resistencia (doum), y en particular del santo musulmán que dio su nombre a Wad Hamid. La palma también aparece en varias monedas de estados islámicos, por ejemplo, la emisión del dinar tunecino de 1970 en honor a la Organización para la Agricultura y la Alimentación y varias monedas iraquíes de los años setenta. 

## Uso moderno
El lema en latín de Lord Nelson es Palmam qui meruit ferat, "Déjalo llevar la palma que lo ha merecido".  El lema ha sido adoptado por muchas otras organizaciones, incluida la Universidad del Sur de California. 
Hoy en día, la palma, especialmente la palma de coco, es el símbolo de una isla tropical paradisíaca. Las palmas aparecen en las banderas y sellos de varios lugares de donde son nativas, incluidos los de Malta, Paraguay, Guam, Florida, Polonia, Australia, Carolina del Sur y República Dominicana.  También apareció en la bandera de la República Tripolitana de corta duración (1918–1923), aunque no siguió en las banderas posteriores de Libia. 
El símbolo de la rama de la palma se incluye en MUFI: ⸙ (2E19, 'Palm Branch' en Unicode). 
En árabe, el término Fog al-Nakhal ( فوق النخل  ), que literalmente se traduce como "por encima de las palmeras ", es un lenguaje utilizado para indicar euforia, satisfacción o felicidad grande. 

### Banderas y sellos

Escudo de armas del Perú.
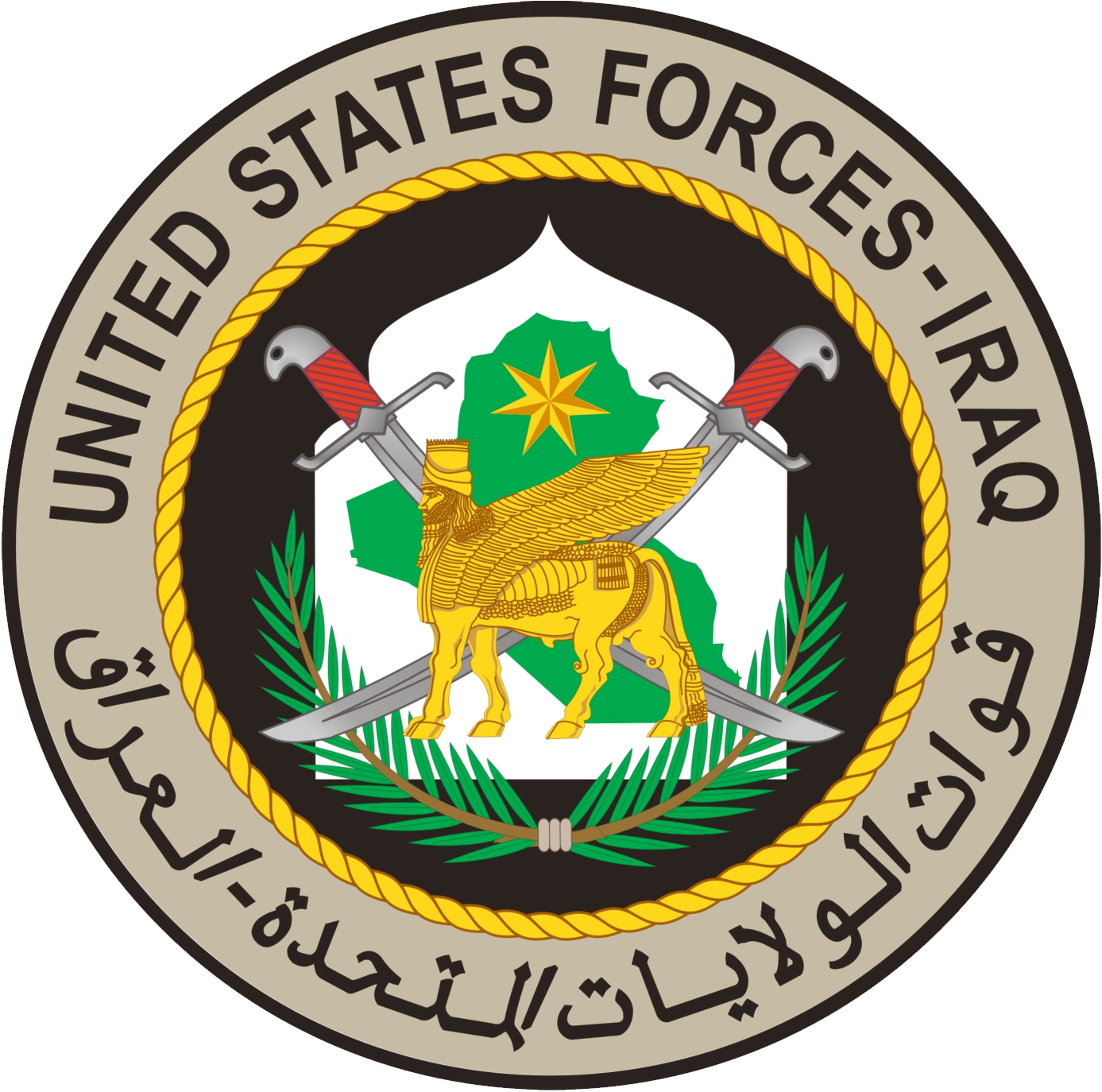
Insignia de combate de las Fuerzas de los Estados Unidos - Irak : las hojas de palma están destinadas a representar la paz y la prosperidad, debajo del Lamassu que representa el patrimonio cultural mesopotámico.
Escudo de armas maltés
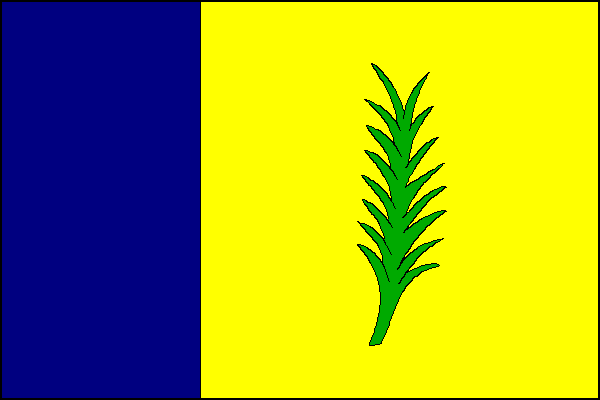
Bandera del pueblo de Drnovice, República Checa.
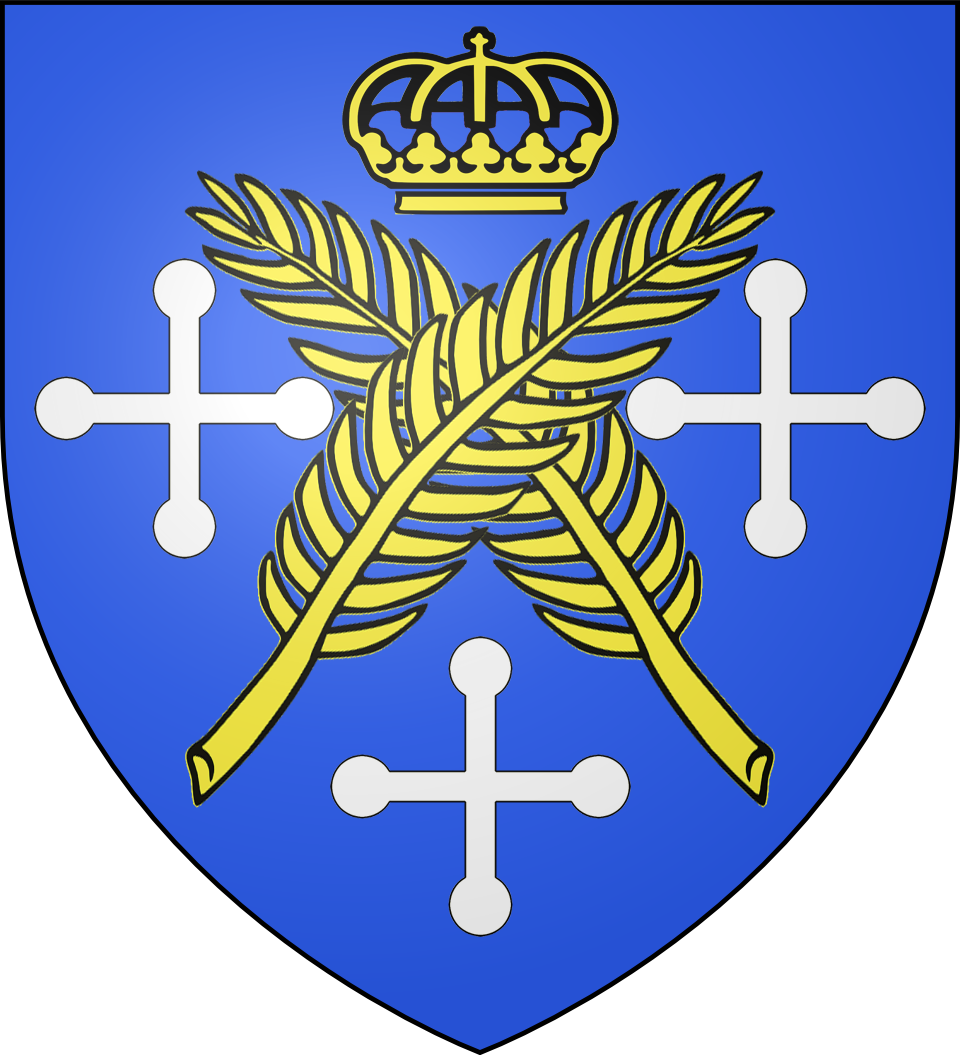
Escudo de Saint-Étienne, Francia.
Escudo de armas de Fiľakovo, Eslovaquia

### Alegorías de la victoria y la paz

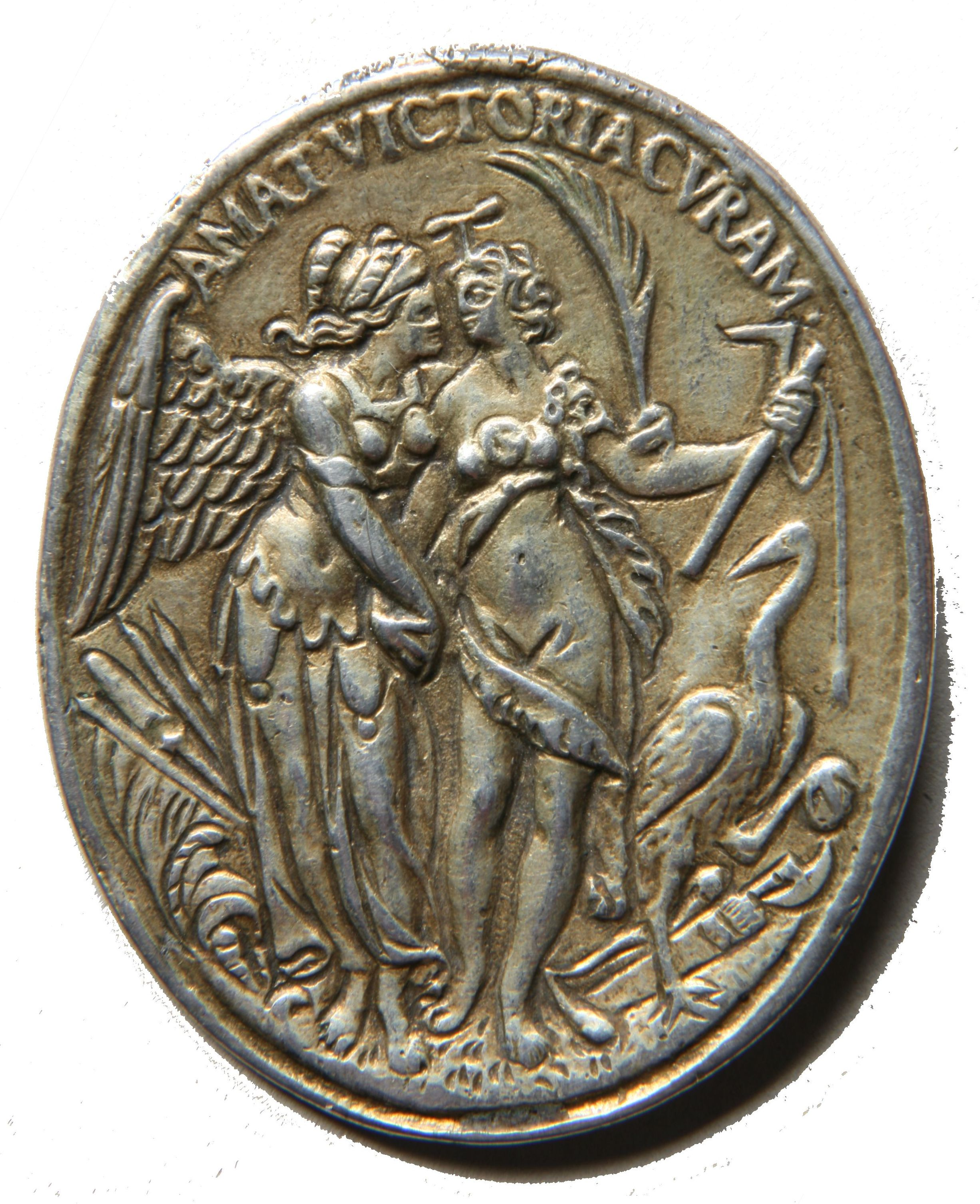
Medalla de Matías de Habsburgo (principios de la década de 1620), con la Victoria armada sosteniendo una palma y abrazando la Prudencia
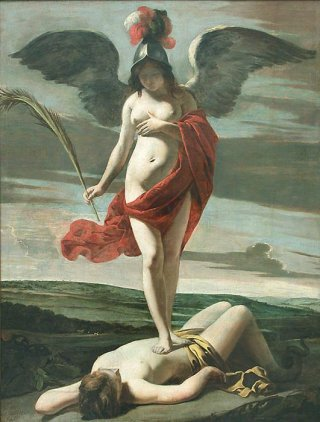
Alegoría de la victoria (ca. 1635), por Mathieu Le Nain: la victoria "extrañamente grave y castamente inmodesta"[32] sostiene una rama de palma y pisotea una figura que se identifica como Deceit, Intrigua o Rebelión
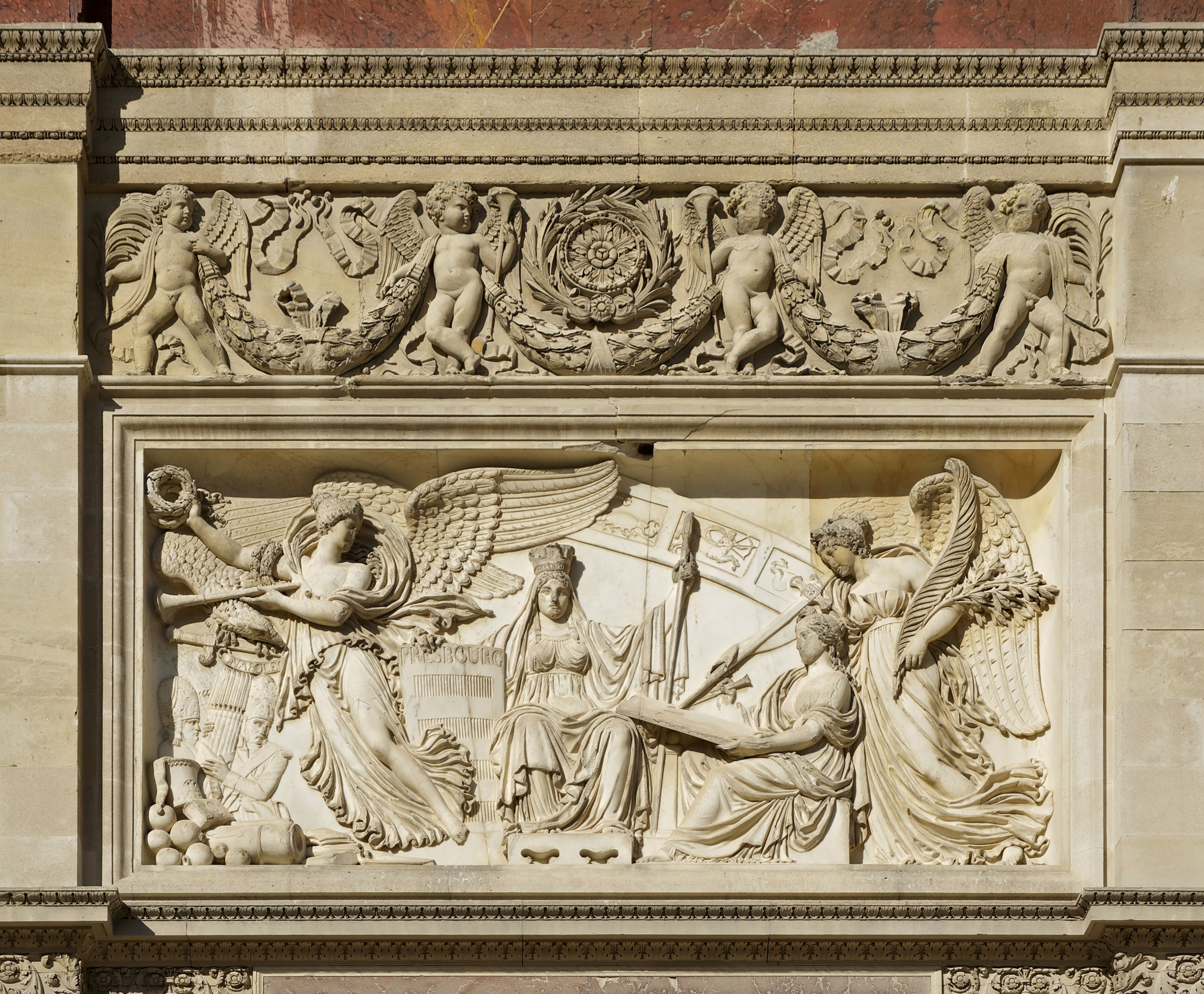
Alegoría de la paz de Pressburg (1805), con la figura de la derecha sosteniendo una palma, en el Arco de Triunfo del Carrusel
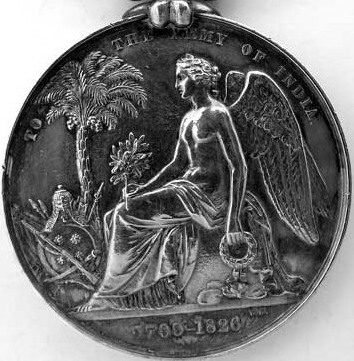
Medalla del ejército de la India (reverso), con palmera en el fondo, creada en 1851.
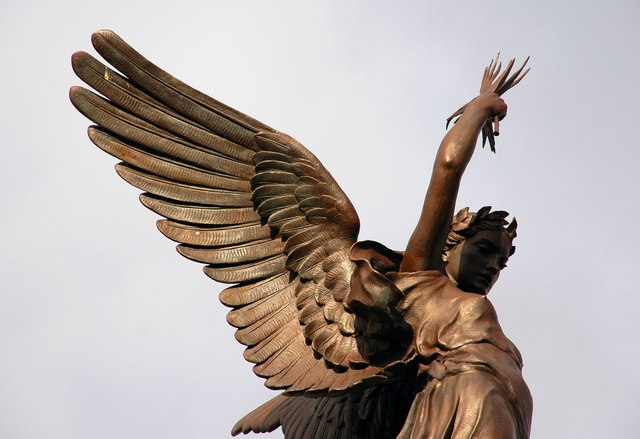
Paz victoriosa con una rama de palmera, memorial de la Primera Guerra Mundial, Lurgan, Irlanda del Norte